# عصب ثلاثي التوائم

الأعصاب القحفية

العصب ثلاثي التوائم (بالإنجليزية: CN.V Trigeminal nerve) وهو العصب القحفي الخامس والمسؤول عن نقل الإيعازات الحسية للوجه وعن الوظائف الحركية مثل العض والمضغ وهو أكبر الأعصاب القحفية في الإنسان. أطلقت عليه هذه التسمية (ثلاثي التوائم) بسبب امتلاك كل من العصبين (عصب واحد على كل جهة من جهتي الجسر) ثلاثة فروع رئيسية: العصب العيني (V1) و العصب الفكي العلوي (V2) والعصب الفكي السفلي (V3). ينقل كل من العصب العيني والعصب الفكي العلوي الإيعازات الحسية فقط، في حين يغذي العصب الفكي السفلي أليافًا ذات وظائف حسية (أو جلدية) وحركية أيضًا.
ينشأ القسم الحركي من العصب ثلاثي التوائم من الصفيحة القاعدية للجسر الجنيني، وينشأ القسم الحسي في العرف العصبي القحفي. تُعالج المعلومات الحسية القادمة من الوجه وباقي أجزاء الجسم بواسطة مسارات متوازية في الجهاز العصبي المركزي.

## التركيب البنائي
تلتقي الفروع الرئيسية للعصب ثلاثي التوائم– العصب العيني والعصب الفكي العلوي والعصب الفكي السفلي– في العقدة العصبية ثلاثية التوائم (تُسمى أيضًا باسم عقدة غاسر أو العقدة الهلالية)، وتقع في كهف ميكل الذي يحتوي على الأجسام الخلوية للألياف العصبية الحسية الواردة. تعادل العقدة العصبية ثلاثية التوائم تلك العقد العصبية الموجودة في الجذر الظهري للعمود الفقري، والتي تحتوي بدورها على أجسام الخلايا للألياف العصبية الحسية الواردة من بقية أجزاء الجسم.
يخرج جذر حسي مفرد كبير من العقدة العصبية ثلاثية التوائم ويدخل جذع الدماغ عند مستوى الجسر. يخرج جذر حركي ذو حجم أصغر من الجسر في المنطقة المجاورة للجذر الحسي مباشرة. تمر الألياف الحركية وهي في طريقها إلى العضلات الطرفية من خلال العقدة العصبية ثلاثية التوائم، إلا أن أجسامها الخلوية موجودة في نواة العصب الخامس، مطمورة بعمق في داخل الجسر.
تمتلك المناطق الجلدية (القطاعات الجلدية) المزودة من قبل الفروع الثلاثة للعصب ثلاثي التوائم حدودًا قاطعة مع قليل من التداخل فيما بينها (على عكس القطاعات الجلدية في باقي أجزاء الجسم، والتي يوجد تداخلات كثيرة فيما بينها). تتسبب حقنة من مخدر موضعي، مثل الليدوكائين، بفقدان تام للإحساس من مناطق محددة من الوجه والفم. على سبيل المثال، يمكن تخدير الأسنان الواقعة على جهة واحدة من الفك السفلي عن طريق حقن العصب الفكي السفلي. يُصاب اثنان أو الفروع الثلاثة جميعها للعصب ثلاثي التوائم بإصابات أو حالات مرضية معينة؛ في هذه الحالة، يُطلق على الفروع المصابة ما يلي: 
- توزيع V1/V2– مشيرة للفرع العيني والقسم الفكي العلوي.
- توزيع V2/V3– مشيرة للفرع الفكي العلوي والقسم الفكي السفلي.
- توزيع V1-V3– مشيرة لجميع الفروع الثلاثة.

يفوق عدد الأعصاب على الجهة اليسرى من الفك عددها على الجهة اليمنى منه.

### الفروع الحسية
يخرج كل من العصب العيني، والفكي العلوي، والفكي السفلي من الجمجمة من خلال ثلاثة ثقوب منفصلة وهم على الترتيب: الشق الحجاجي العلوي والثقبة المستديرة والثقبة البيضاوية. يحمل العصب العيني (V1) معلومات حسية من فروة الرأس والجبهة وجفن العين العلوي وملتحمة وقرنية العين والأنف (من ضمنها طرف الأنف فيما عدا أجنحة الأنف) والغشاء المخاطي الأنفي والجيوب الأنفية الجبهية وأجزاء من السحايا (الأم الجافية والأوعية الدموية). يحمل العصب الفكي العلوي (V2) معلومات حسية من جفن العين السفلي والخدود والفتحات الأنفية والشفة العليا والأسنان واللثة العليا والغشاء المخاطي الأنفي والحَنَك وسقف البلعوم وكل من الجيب الفكي العلوي والجيب الغربالي والجيب الوتدي وأجزاء من السحايا. يحمل العصب الفكي السفلي (V3) معلومات حسية من الشفة السفلى والأسنان واللثة السفلى والذقن والفك السفلي (فيما عدا زاوية الفك السفلي، والتي تزود من قبل الأعصاب الشوكية ر2-ر3) وأجزاء من الأذن الخارجية وأجزاء من السحايا. يحمل العصب الفكي السفلي الإيعازات الحسية من الفم والمتعلقة باللمس والمكان والألم والحرارة. بالرغم من عدم حمل هذا العصب لإيعازات تخص حاسة التذوق (إذ أن عصب الحبل الطبلي هو المسؤول عن التذوق)، إلا أن واحدًا من فروعه –العصب اللساني– يحمل معلومات حسية عامة من اللسان.

## الوظيفة
الوظيفة الحسية للعصب ثلاثي التوائم هو إيصال المعلومات الحسية الواردة لكل من الأحاسيس اللمسية والاستقبال الحسي العميق وأحاسيس الألم من الوجه والفم. يؤدي جزءه الحركي وظيفة تحريك عضلات المضغ والعضلة الموترة للطبلة والعضلة الموترة للحفاف والعضلة الضرسية اللامية والبطن الأمامي للعضلة ذات البطنين.
يحمل العصب ثلاثي التوائم أليافًا جسدية واردة عامة، والتي تغذي الجلد الموجود في الوجه من خلال العصب العيني (V1) والعصب الفكي العلوي (V2) والعصب الفكي السفلي (V3). يحمل العصب ثلاثي التوائم محاور عصبية حشوية صادرة خاصة، والتي تغذي عضلات المضغ من خلال العصب الفكي السفلي (V3).

### عضلات المضغ
يتحكم المكون الحركي للعصب الفكي السفلي (V3) المتفرع من العصب ثلاثي التوائم بحركة ثمانية عضلات، من ضمنها عضلات المضغ الأربعة: العضلة الماضغة والعضلة الصدغية والعضلتان الجناحيتان الإنسية والوحشية. تشتمل العضلات الأربعة الأخرى على العضلة الموترة للحفاف والعضلة الضرسية اللامية والبطن الأمامي للعضلة ذات البطنين والعضلة الموترة للطبلة.
باستثناء العضلة الموترة للطبلة، تُشارك جميع هذه العضلات في عمليات العض والمضغ والبلع وتمتلك جميعها تمثيلًا قشريًا ثنائي الجانب. لن تؤثر آفة مركزية أحادية الجانب (كالجلطة الدماغية مثلًا) تأثيرًا محسوسًا على عمل هذه العضلات مهما كانت الآفة كبيرة. يُمكن لإصابةٍ في عصب طرفي أن تتسبب في شلل للعضلات الموجودة على جانب واحد من الفك السفلي، وعندما يُفتح الفم ينحرف الفك باتجاه الطرف المشلول. يأخذ الفك السفلي هذا الاتجاه بسبب عمل العضلتين الجناحيتين الموجودتين في الجهة المقابلة من الفك.

### الإحساس
تُقسم المدخلات الحسية إلى قسمين رئيسيين: الأحساس باللمس والموقع والأحساس بالألم والحرارة. يُحس بالمدخلات الحسية الخاصة باللمس والموقع بشكل آني، إلا أن وصول المدخلات الحسية المرتبطة بالألم والحرارة لمرحلة الإدراك يكون متأخرًا قليلًا؛ إذ عندما يخطي شخص ما على مسمار، يُدرك حالًا أنه قد خطا على شيء ما إلا أنه يُدرك الألم المرتبط به بصورة متأخرة. 
تُنقل المعلومات المرتبطة باللمس والموقع بواسطة ألياف عصبية نخاعينية (سريعة النقل)، في حين تُنقل المعلومات المرتبطة بالألم والحرارة بواسطة ألياف عصبية غير نخاعينية (بطيئة النقل). تكون المستقبلات الحسية الرئيسية الخاصة باللمس والموقع (جسيمات ميسنر ومستقبلات ميكل وجسيمات باتشيني وجسيمات روفيني ومُستقبلات حركة الشعر ومغازل العضلات وأعضاء غولجي الوترية) أكثر تعقيدًا في تركيبها من تلك المخصصة للألم والحرارة، والتي تكون على شكل نهايات عصبية عادية غير معقدة. 
يُشير الإحساس هنا إلى الإدراك الواعي لمعلومات اللمس والموقع والألم والحرارة، أكثر من إشارتها للحواس الخاصة (الشم والذوق والنظر والسمع والتوازن) والتي تُعالج المعلومات الواردة منها من قبل أعصاب قحفية مختلفة وتُرسل إلى القشرة الدماغية بواسطة مسارات مختلفة أيضًا. يُعالج إحساس بعض الفقريات اللابشرية بكل من المجالات المغناطيسية والمجالات الكهربائية والاهتزازات واطئة التردد والأشعة تحت الحمراء بواسطة ما يعادل لديهم العصب القحفي الخامس.
يُشير اللمس هنا إلى الإدراك الدقيق والمتموضع للمعلومات الحسية اللمسية، مثل تمييز النقطتين (الاختلاف في اللمس بين نقطة واحدة وبين نقطتين متجاورتين) والتمييز بين ورق الصنفرة الخشن والمتوسط والناعم. يُمكن للأشخاص الفاقدين للإحساس باللمس والموقع من الإحساس بسطوح أجسامهم وإدراك اللمس بشكل عام، إلا أنهم يفتقرون للإدراك الدقيق للتفاصيل الخاصة باللمس.
يُشير الموقع هنا إلى الإدراك الواعي لاستقبال الحس العميق. توفر مستقبلات الحس العميق (مغازل العضلات وأعضاء غولجي الوترية) معلومات حول موقع المفاصل وحركة العضلات. على الرغم من معالجة الكثير من معلوماتها بصورة لا واعية (من قبل المُخيخ ونواة العصب الدهليزي)، إلا أنه يُمكن إدراك بعضها بشكل واعٍ. 
تُعالج أحاسيس اللمس والموقع والألم والحرارة بواسطة مسارات مختلفة في الجهاز العصبي المركزي. يُحافظ على هذا التمييز بين هذه الأحاسيس المتشابكة حتى وصولها إلى القشرة الدماغية. ترتبط الأحاسيس في القشرة الدماغية مع مناطق قشرية آخرى. 

## الفروع
- العصب العيني
- العصب الفكي العلوي
- العصب الفكي السفلي